# Легмаш
Полтавский завод «Легмаш» (укр. Полтавський завод «Легмаш») — промышленное предприятие в городе Полтава.

## История

### 1947—1991
Завод был создан в 1947 году, производственные цеха предприятия были размещены в двухэтажном кирпичном здании на ул. Шевченко, 44.
Являлось единственным предприятием СССР, выпускавшим машины для сшивания меха, джутовых и бумажных мешков.
В 1965 году завод освоил выпуск сложных вышивальных машин МВ-50 и швейных машин 10 Б класса.
К началу 1989 года на 5 видов изделий, созданных работниками завода, были получены авторские свидетельства. К этому времени помимо машин для сшивания меха, джутовых и бумажных мешков, завод выпускал краеобмётывающие приставки для швейных машин, автоматы для раскроя материалов и автоматы для печатания навесных торговых ярлыков. Продукция завода поставлялась в республики СССР и экспортировалась в 26 стран мира.

### После 1991
После провозглашения независимости Украины завод стал единственным производителем оборудования для лёгкой промышленности на территории Украины.
20 октября 1995 года Кабинет министров Украины включил завод в перечень предприятий, подлежащих приватизации в течение 1995 года.
В 1996 году завод был преобразован в открытое акционерное общество.
В августе 1997 года завод был включён в перечень предприятий, имеющих стратегическое значение для экономики и безопасности Украины.
30 августа 1999 года Кабинет министров Украины оставил в государственной собственности контрольный пакет акций (в размере 25 % + 1 акция предприятия), а 26 июля 2001 года — принял решение о продаже оставшихся в государственной собственности акций предприятия.
Летом 2002 года завод был признан банкротом, часть оборудования была демонтирована и продана.
К началу 2008 года производственные цеха предприятия были частично перепрофилированы в торговые помещения.